# Jill Esmond
Jill Esmond, född 26 januari 1908 i London, död 28 juli 1990 i Wimbledon i London, var en brittisk skådespelare. 
Esmond medverkade i fyra Broadway-produktioner  och 27 filmer.
Hon var gift med Laurence Olivier under åren 1930–1940.

## Filmografi i urval
- 1931 – Hämndens timme
- 1942 – Över allt förnuft
- 1942 – Slumpens skördar
- 1942 – Mannen med sälgpiporna
- 1944 – Casanova ordnar allt
- 1944 – Dovers vita klippor
- 1946 – Den svarta pärlan
- 1954 – Nattmänniskor
- 1955 – Min man Peter